# جاوید تیمن
جاوید تیمن کارگردان اهل افغانستان و متولد شهر قندهار است. این کارگردان پس از وقوع جنگ داخلی در افغانستان به بریتانیا مهاجرت کرده است. مدرک تحصیلی وی کارشناسی رشته نقاشی متحرک از انگلستان و کارشناسی ارشد کارگردانی فیلم از مدرسه بین المللی ایکار پاریس است. وی  هم‌اکنون به عنوان کارگردان و تهیه کننده مستقل و مدیر در شبکه های تلویزیونی محلی در افغانستان به کار مشغول است.

## آثار
- معتادین در افغانستان-2008
- دکتر مسافر
- صدای یک ملت، سفر به افغانستان